# Conversões forçadas de muçulmanos na Espanha

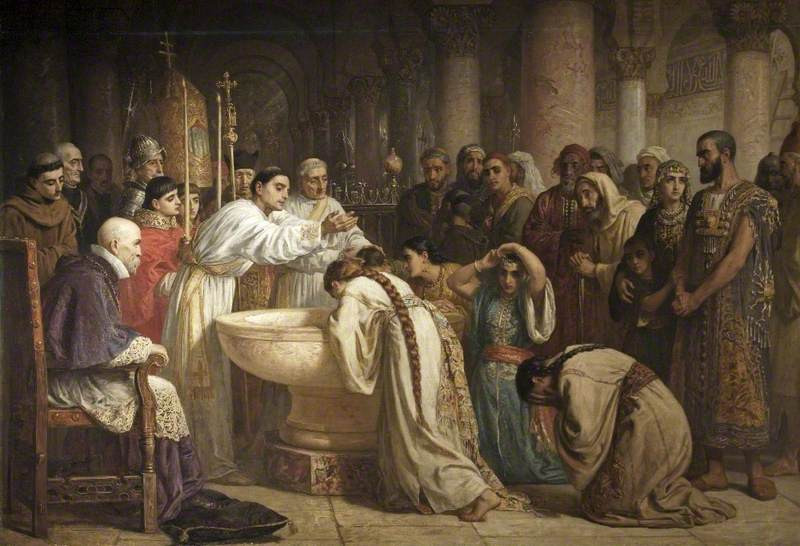
Os prosélitos mouros do arcebispo Ximenes, Granada, 1500 por Edwin Long (1829-1891), representando um batismo em massa de muçulmanos

As conversões forçadas de muçulmanos na Espanha foram promulgadas através de uma série de decretos proibindo o Islã nas terras da Monarquia Espanhola. Esta perseguição foi perseguida por três reinos espanhóis durante o início do século 16: a Coroa de Castela em 1500-1502, seguida por Navarra em 1515-1516 e, finalmente, a Coroa de Aragão em 1523-1526.
Depois que os reinos cristãos terminaram sua reconquista de Al-Andalus em 2 de janeiro de 1492, a população muçulmana ficou entre 500 000 e 600 000 pessoas. Nesta época, os muçulmanos que viviam sob o domínio cristão receberam o status de "mudéjar", permitindo legalmente a prática aberta do Islã. Em 1499, o arcebispo de Toledo, cardeal Francisco Jiménez de Cisneros iniciou uma campanha na cidade de Granada para forçar a adesão religiosa ao cristianismo com tortura e prisão; isso desencadeou uma rebelião muçulmana. A rebelião acabou sendo reprimida e depois usada para justificar a revogação das proteções legais e de tratados dos muçulmanos. Os esforços de conversão foram redobrados e, em 1501, oficialmente, nenhum muçulmano permaneceu em Granada. Encorajada pelo sucesso em Granada, a rainha Isabel de Castela emitiu um édito em 1502 que proibiu o Islã para toda Castela. Com a anexação da Navarra Ibérica em 1515, mais muçulmanos ainda foram forçados a observar as crenças cristãs sob o édito castelhano. O último reino a impor a conversão foi a Coroa de Aragão, cujos reis já haviam sido obrigados a garantir a liberdade religiosa para seus muçulmanos sob um juramento incluído em suas coroações. No início da década de 1520, uma revolta anti-Islã conhecida como a Revolta das Irmandades ocorreu, e os muçulmanos sob os territórios rebeldes foram forçados a se converter. Quando as forças reais de Aragão, auxiliadas por muçulmanos, reprimiram a rebelião, o rei Carlos I (mais conhecido como Carlos V do Sacro Império Romano-Germânico) decidiu que aquelas conversões forçadas eram válidas; assim, os "convertidos" eram agora oficialmente cristãos. Isso colocou os convertidos sob a jurisdição da Inquisição espanhola. Finalmente, em 1524, Carlos pediu ao Papa Clemente VII que libertasse o rei de seu juramento protegendo a liberdade religiosa dos muçulmanos. Isso lhe concedeu a autoridade para agir oficialmente contra a população muçulmana restante; no final de 1525, ele emitiu um édito oficial de conversão: o Islã não existia mais oficialmente em toda a Espanha.
Embora a adesão ao cristianismo em público fosse exigida pelos éditos reais e aplicada pela Inquisição espanhola, evidências indicavam que a maioria dos convertidos à força (conhecidos como "moriscos") se apegavam ao Islã em segredo. Na vida pública cotidiana, a lei islâmica tradicional não poderia mais ser seguida sem perseguição pela Inquisição; como resultado, a fatwa de Orã foi emitida para reconhecer a necessidade de relaxar a sharia, bem como detalhar as maneiras pelas quais os muçulmanos deveriam fazê-lo. Esta fatwa tornou-se a base para o cripto-Islã praticado pelos moriscos até suas expulsões em 1609-1614. Alguns muçulmanos, muitos perto da costa, emigraram em resposta à conversão. No entanto, as restrições impostas pelas autoridades à emigração fizeram com que deixar a Espanha não fosse uma opção para muitos. Rebeliões também eclodiram em algumas áreas, especialmente aquelas com terreno montanhoso defensável, mas todas não tiveram sucesso. Em última análise, os éditos criaram uma sociedade na qual muçulmanos devotos que secretamente recusavam a conversão conviviam com ex-muçulmanos que se tornaram verdadeiros cristãos praticantes, até a expulsão.